# 京都府道653号碇網野線
京都府道653号碇網野線（きょうとふどう653ごう いかりあみのせん）は、京都府京丹後市を通る一般府道である。

## 概要
京丹後市丹後町上山から京丹後市網野町掛津に至る。
京丹波市丹後町東部にある碇峠から京丹波市丹後町宇川地区の内陸と京丹後市丹後町豊栄地区を経由し、京丹後市網野町島津地区とを連絡する京丹後市で完結する路線である。宇川地区内に不通区間があるため全線通しての走破は不可能である。
京丹後市丹後町三宅の国道482号交点から徳光にかけては、国道482号丹後弥栄道路計画線の一部となっており、2011年（平成23年）度までに測量設計や用地補償を実施しており、順次築造工を進めるとしている。

### 路線データ
- 起点：京丹後市丹後町上山（碇峠交差点、京都府道652号久僧伊根線交点）
- 終点：京丹後市網野町掛津（遊交差点、国道178号交点）
- 総延長：14.6565 km[注釈 1][3]
- 不通区間：京丹後市丹後町三山 - 京丹後市丹後町小脇

## 歴史
本路線は、道路法（昭和27年法律第180号）第7条の規定に基づき、一般府道として1959年（昭和34年）に京都府が第1次認定した路線のひとつである。その後は起終点や経路の大幅な変更もなく現在に至る。

### 年表
- 1959年（昭和34年）12月18日 - 京都府が一般府道255号碇網野線として認定[4]。
- 1994年（平成6年）4月1日 - 京都府が路線番号を再編（路線認定の一部改正）し、府道653号に変更される[5]。

## 路線状況
碇高原と宇川に沿って往来する京都府道654号井辺平線との間が不通区間となっている。
不通区間の起点側は、起点で接続の京都府道652号久僧伊根線と碇高原で接続の丹後縦貫林道と併せて京都府道57号弥栄本庄線不通区間の迂回可能なルートになっている。一方の終点側のうち、京都府道654号井辺平線交点から京丹後市丹後町豊栄地区にかけては山越えの区間である。昭文社およびiPCの地図は道路が描かれているが、ゼンリンの地図は道路がほとんど描かれていない。
1 - 1.5車線程度の狭隘な区間が残存している。道路幅や周囲の状況については、Google マップの衛星画像によって鮮明な画像が不通区間より終点側の区間で提供されているため確認できる。

### 重複区間
- 京都府道75号浜丹後線（京丹後市丹後町是安 - 京丹後市丹後町成願寺・三宅橋交差点）
- 国道482号（京丹後市丹後町成願寺・成願寺清水交差点 - 京丹後市丹後町三宅・三宅橋西詰交差点）
- 京都府道656号間人大宮線（京丹後市丹後町成願寺 - 京丹後市丹後町成願寺・三宅橋交差点）

### 道路施設

#### 橋梁
- 三宅橋（竹野川、京丹後市丹後町成願寺 - 京丹後市丹後町三宅、国道482号重複区間内）

## 地理
丹後半島北東にある京丹後市東部の碇峠から中部の網野町にかけてを西へ向かう。峠を越えて宇川水系や竹野川水系などを経る。標高400 mの碇高原には、88haの牧場が拓かれているほか、ステーキハウスやキャンプ場もあり、付近に笠山展望台が設置されている。また、終点の掛津には鳴き砂で著名な琴引浜があり、周辺には温泉が散在する。

### 通過する自治体
- 京都府
  - 京丹後市

### 交差する道路
| 交差する道路                                                           | 交差する場所 | 交差する場所      |
| ---------------------------------------------------------------------- | ------------ | ----------------- |
| 京都府道652号久僧伊根線                                                | 丹後町上山   | 碇峠交差点 / 起点 |
| 丹後半島縦貫林道                                                       | 丹後町碇     |                   |
| 未供用区間                                                             |              |                   |
| 京都府道654号井辺平線                                                  | 丹後町小脇   | 小脇交差点        |
| 京都府道75号浜丹後線 重複区間起点                                      | 丹後町是安   | 是安橋交差点      |
| 国道482号 重複区間起点                                                 | 丹後町成願寺 | 成願寺清水交差点  |
| 京都府道656号間人大宮線 重複区間起点                                   | 丹後町成願寺 |                   |
| 京都府道75号浜丹後線 重複区間終点 京都府道656号間人大宮線 重複区間終点 | 丹後町成願寺 | 三宅橋交差点      |
| 国道482号 重複区間終点                                                 | 丹後町三宅   | 三宅橋西詰交差点  |
| 国道178号                                                              | 網野町掛津   | 遊交差点 / 終点   |

### 沿線
自然
- 宇川
- 竹野川

教育
- 京丹後市立豊栄小学校

余暇・観光
- 笠山展望台
- 碇高原牧場
- 丹後琴引温泉
- 鳴き砂温泉
- 琴引浜

### 峠
- 碇峠（京丹後市丹後町上山）

本路線の起点にある標高342 mの峠。鞍部が京丹後市と与謝郡伊根町の境界線になっている。